# Liste der Monuments historiques in Wormhout
Die Liste der Monuments historiques in Wormhout führt die Monuments historiques in der französischen Gemeinde Wormhout auf.

## Liste der Bauwerke
| Bezeichnung      | Beschreibung                  | Standort                  | Kennzeichnung | Schutzstatus | Datum | Bild           |
| ---------------- | ----------------------------- | ------------------------- | ------------- | ------------ | ----- | -------------- |
| Kirche St-Martin | Erbaut im 16./17. Jahrhundert | (Lage)                    | PA00107893    | Classé       | 1987  | weitere Bilder |
| Haus             | Erbaut im 18./19. Jahrhundert | 17, rue d’Herzeele (Lage) | PA00107894    | Inscrit      | 1984  |                |
| Moulin de Riele  | Windmühle, erbaut 1756        | (Lage)                    | PA00107895    | Inscrit      | 1977  | weitere Bilder |

## Liste der Objekte

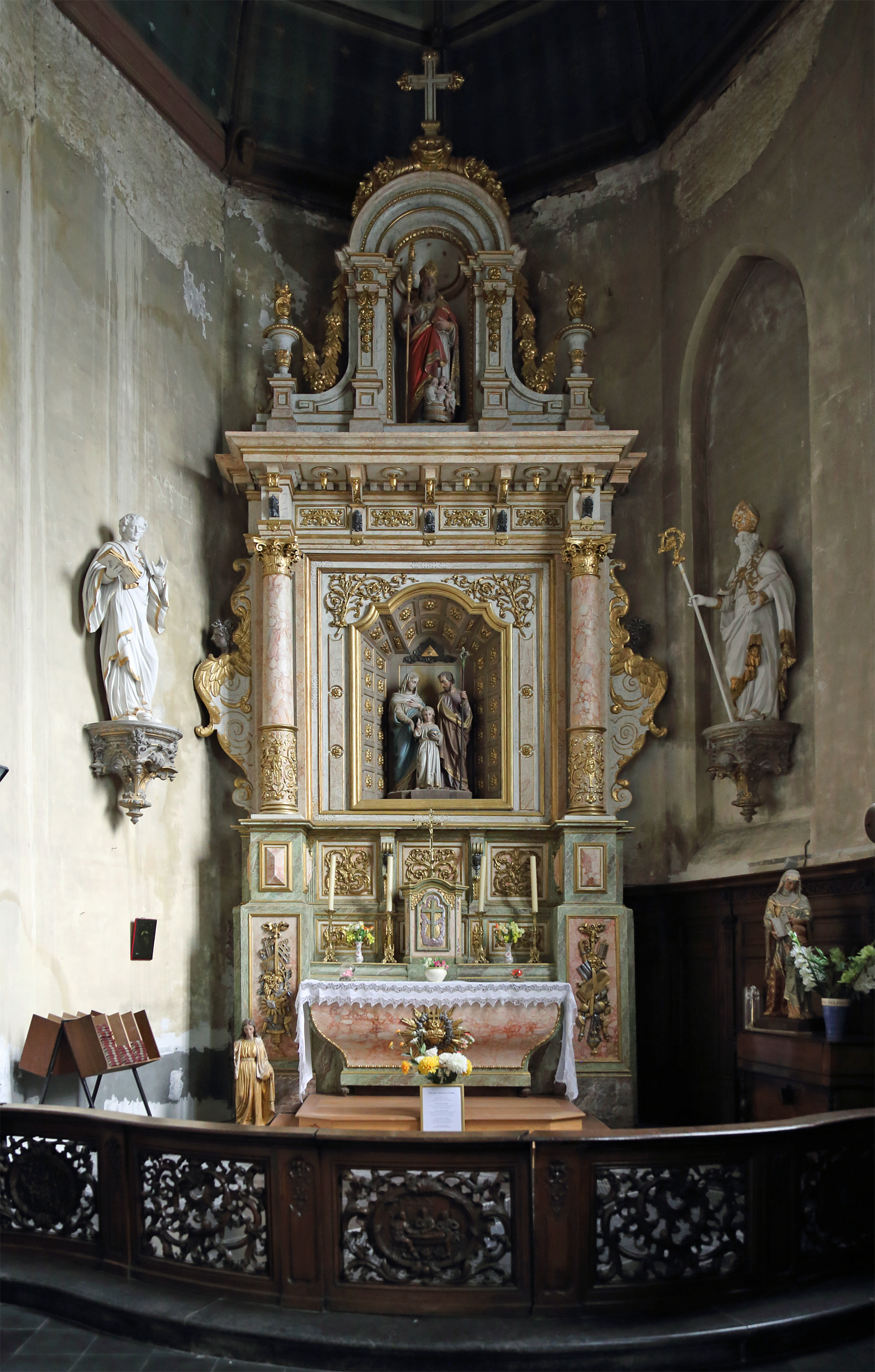
Südlicher Seitenaltar in der Kirche St-Martin

- Monuments historiques (Objekte) in Wormhout in der Base Palissy des französischen Kultusministeriums